# Baronía de Perpinyá

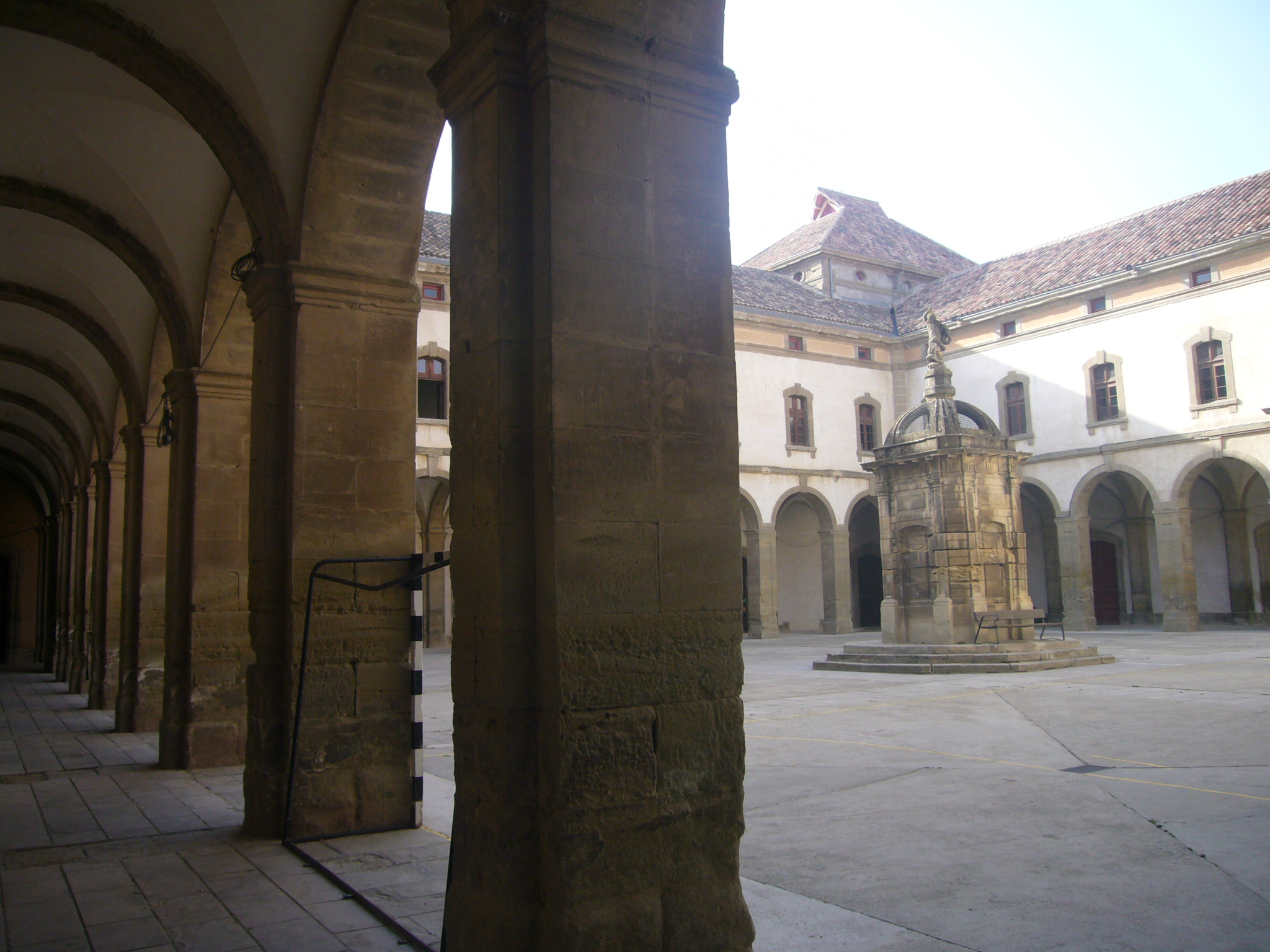
Universidad de Cervera, vinculada al linaje de Nuix.

La baronía de Perpinyá es un título nobiliario español creado, bajo la denominación de "Perpiñá", el 16 de marzo de 1800 por el rey Carlos IV de España en favor de Francisco de Nuix y de Perpiñá, Tristany, Bardaxí, Ricart, Ager, Orcau, Cardona y de Luna (Torá, Lérida, 5 de enero de 1739-Cervera, Lérida, 7 de marzo de 1809). Tras el fallecimiento del iv barón en 1910, sus herederos no solicitaron el título ni posteriormente se solicitó rehabilitación alguna, por lo que la baronía quedó extinta por permanecer vacante más de 40 años.
El 8 de abril de 2010, el rey Juan Carlos I de España creó una nueva concesión del título, con la denominación de baronía de Perpinyá, otorgándolo a María del Rosario Rahola de Espona, editora, presidenta de la Editorial Vicens Vives, viuda del insigne historiador Jaume Vicens Vives y descendiente del I barón, aunque no heredera directa.

## Denominación
La denominación de la dignidad nobiliaria refiere a la localidad de Perpiñán, en el Rosellón, en los Pirineos Orientales.

## Carta de Concesión
Dice la carta de concesión: «La destacada y dilatada trayectoria de servicio a España de doña María del Rosario Rahola de Espona, como empresaria y continuadora de la obra de su esposo, don Jaume Vicens Vives, cuyo Centenario de su nacimiento se celebra este año, merece ser reconocida de manera especial, por lo que, queriendo demostrarle mi Real aprecio...».
Dicha concesión provocó la oposición de los herederos directos del último barón, alegando que no se puede otorgar concesiones nuevas con la misma denominación que concesiones caducadas, según un Real Decreto de 1912.

## Linaje de Francisco de Nuix y de Perpiñá
El i barón de Perpiñá, Francisco de Nuix y de Perpiñá (Torá, 5 de enero de 1739-Cervera, 7 de marzo de 1809), fue doctor en Derechos Civil y Canónico por la Universidad de Cervera, abogado de los Reales Consejos, caballero del Principado, Carlán de Iborra, Calonge de Segarra, Puijalt y Farrán, único patrono eclesiástico de Iborra. Primogénito que heredará todos los bienes de los linajes de Nuix, Perpiñá, Tristany, Bardaxí.
Era un arquetipo de perfecto caballero cristiano, de ideales tradicionalistas y opuesto a las fuerzas revolucionarias y liberales.
Su linaje se remonta a Perot de Nuix (o de Neuss), gobernador de la villa prusiana de Neuss, en el arzobispado de Colonia, proscrito a causa de unas protestas por el ejercicio de su cargo, huyó de la ciudad y recaló en Cervera. Su hijo Rafael Juan de Nuix (†1475) fue armado Caballero del Principado en 1442.  
De este linaje destacan:
- Juan de Nuix y de Sabater (†1648), profesor catedrático de Teología en Lérida.

- Domingo de Nuix y Cabestany, primer rector de la Universidad de Cervera, y tío del i marqués de Perpiñá. (Los de Nuix fueron partidarios de Felipe de Anjou durante la Guerra de Sucesión, como buenos cerverinos.)

- Padre Rafael de Nuix y de Perpiñá (Torá, 1741-Ferrara, 1802), hermano del i barón de Perpiñá. Fue sacerdote de la Compañía de Jesús. Autor de una acendrada defensa de la suprema autoridad de Papa y de la fe católica titulada Orationes quinque ad romanos (en 5 volúmenes publicados entre 1788 y 1797), De vita et moribus Blassi Larrazii (1798), y Titi Carici Perpennae ad quirites (en 3 volúmenes, 1784).

- Otros jesuitas, también hermanos del i barón, fueron los padres Juan de Nuix y de Perpiñá (Torá, 1739-Ferrara, 1783) y Mariano de Nuix y de Perpiñá (Torá, 1742-Ferrara, 1771), ambos de la Compañía de Jesús.

- José de Nuix y de Perpiñá (Torá, 1746-Cervera, 1802), hermano de los anteriores. Fue Doctor en Derechos Civil y Canónico, abogado de los Reales Consejos y letrado asesor del Corregidor de Cervera. Publicó en Italia una defensa de la colonización de América contra los escritos del Abbé Raynal y el escocés Guillermo Robertson. Soltero, sin descendencia.

Los padres del i barón fueron Mariano de Nuix y Rechs-Gallart (1697-1754), hereu de la casa Nuix, Gobernador de la Batllía de Torá y Regidor Perpetuo de Cervera. Y Teresa de Perpiñá-Bardaxí y de Tristany, pubilla de las casas Perpiñá de Torá, Bardaxí-Ricart de Carlonge de Segarra y Tristany de Iborra, además de descendiente directa de la gran casa feudal medieval catalana de Cardona.

## Armas
Del i barón, Francisco de Nuix y de Perpiñá: cuartelado, 1.º y 4.º de Nuix plenos; 2.º y 3.º de Perpiñá, que es: partido, 1.ª en campo de oro tres piñas y sinople de dos y una, 2.ª en campo de plata tres fajas de azur cargadas de una oca de plata.

## Barones de Perpiñá
|                            | Titular                            | Periodo                |
| Creación por Carlos IV     | Creación por Carlos IV             | Creación por Carlos IV |
| -------------------------- | ---------------------------------- | ---------------------- |
| I                          | Francisco de Nuix y de Perpiñá     | 1800-1809              |
| II                         | Luis María de Nuix y de Ponsich    | 1810-1848              |
| III                        | Joaquín María de Nuix y de Ferrer  | 1849-1965              |
| IV                         | Antonio de Nuix y de Espona        | 1865-1910              |
| Creación por Juan Carlos I |                                    |                        |
| I                          | María del Rosario Rahola de Espona | 2010-2020              |
| II                         | Pere Vicens Rahola                 | 2020-actualidad        |

## Historia de los barones de Perpiñá
- Francisco de Nuix y de Perpiñá (1739-1809), i barón de Perpiñá.

Casó en 1775 con Francisca de Ponsich y de Alós, hija del diputado y regidor perpetuo de Barcelona Ramón de Ponsich y de Camps. Sobrina del i marqués de Puerto Nuevo y del i marqués de Alós. Le sucedió su hijo primogénito:
- Luis María de Nuix y de Ponsich (-1848), ii barón de Perpiñá, capitán de los Reales Ejércitos, combatió al invasor francés y liberal.

Le sucedió su hijo primogénito:
- Joaquín María de Nuix y de Ferrer (1816-1865), iii barón de Perpiñá, doctor en Derechos Civil y Canónico por la Universidad de Bolonia (Estados Pontificios, hoy Italia) y promotor fiscal de Cervera.

Le sucedió su hijo primogénito:
- Antonio de Nuix y de Espona (Cervera, 1853-1910), iv barón de Perpiñá, doctor en Derecho, vicepresidente de la Diputación de Lérida, miembro del Tribunal Provincial Contencioso-Administrativo, Diputado carlista y destacado miembro de la Junta Carlista, defendió con tesón las ideas del tradicionalismo.

Casó en Vich en 1876 con su prima hermana doble María de los Dolores de Espona y de Nuix, hija de José de Espona y de Barnola-Espona. Su hijo primogénito fue Joaquín de Nuix y de Espona (Cervera, 1877-Barcelona, 1935). Las estafas de su administrador y socios causó la ruina de la Casa de Nuix. El abandono e impago de impuestos sucesorios sumió en la vacancia el título familiar. Murió sin descendencia.
(Puede consultarse un estudio completísimo del linaje de Nuix en las obras de Rafael José Rahola de Espona: «Los Nuix de Cervera, barones de Perpiñá», Revista Hidalguía, número 282, 2000 y «Un exponente español de la nobleza católica tradicional del siglo XVIII: los Nuix de Perpiñá y sus escritos antiliberales.»).
Nueva creación en 2010 por Juan Carlos I:
El 8 de abril de 2010, el rey Juan Carlos I creó una nueva concesión del título, denominado ahora «Perpinyá» [sic], otorgándolo a:
- María del Rosario Rahola de Espona (1914-2020), i baronesa de Perpinyá, editora, presidenta de la Editorial Vincens Vives y descendiente del i barón, aunque no es heredera directa.

Viuda del insigne historiador Jaume Vicens Vives. Le sucedió su hijo:
- Pere Vicens Rahola, ii barón de Perpinyá, hijo del humanista e intelectual Jaume Vicens Vives y de María del Rosario Rahola de Espona i baronesa de Perpinyá, se licenció en Ciencias Económicas por la Universidad de Barcelona. En 1961 fundó la Editorial Vicens Vives, una editorial de carácter familiar que poco a poco logró un lugar importante en la edición de libros de texto. Ha sido presidente de la Unión Internacional de Editores y miembro del Consejo de Publicaciones de la UNESCO y artífice que la Unesco reconociera el 23 de abril como el día mundial del libro. En 2003 recibió la Cruz de Sant Jordi. En 2004 fue nombrado cónsul del Uzbekistán en Barcelona.